# ナカニシプライズ
ナカニシプライズ（Nakanishi Prize）は日本とアメリカ合衆国で活躍した化学者の中西香爾を讃え、両国間の交流促進を目指して1996年に創設された賞。重要な生物学的事象に関して化学およびスペクトル的方法を応用した顕著な業績を上げた研究者に授与される。偶数年に日本化学会が、奇数年には米国化学会が中西シンポジウムを開催、その中で受賞者を選考し、両学会の名前が刻まれた中西メダルが授与される。

## 受賞者
- 1996年 平田義正
- 1997年 Frank H. Westheimer
- 1998年 アルバート・エッシェンモーザー
- 1999年 Jeremy R. Knowles
- 2000年 大村智
- 2001年 ジョン・D・ロバーツ
- 2002年 Jack E. Baldwin
- 2003年 A. Ian Scott
- 2004年 北川勲
- 2005年 Steven J. Benkovic
- 2006年 安元健
- 2007年 Hung-wen Liu
- 2008年 Michel Rohmer
- 2009年 ジョアン・スタビー
- 2010年 山村庄亮
- 2011年 C. Dale Poulter
- 2012年 上村大輔
- 2013年 Arthur G. Palmer
- 2014年 Jerrold Meinwald
- 2015年 Fred W. McLafferty
- 2016年 楠本正一
- 2017年 Martin Gruebele
- 2018年 原田宣之
- 2019年 Lewis E. Kay
- 2020年 岸義人
- 2021年 Mei Hong
- 2022年 楠見武徳
- 2023年 Gilad Haran
- 2024年 磯部稔